# 20582 Reichenbach
A 20582 Reichenbach (ideiglenes jelöléssel 1999 RP154) a Naprendszer kisbolygóövében található aszteroida. A LINEAR projekt keretében fedezték fel 1999. szeptember 9-én.